# Faille d'Argentat

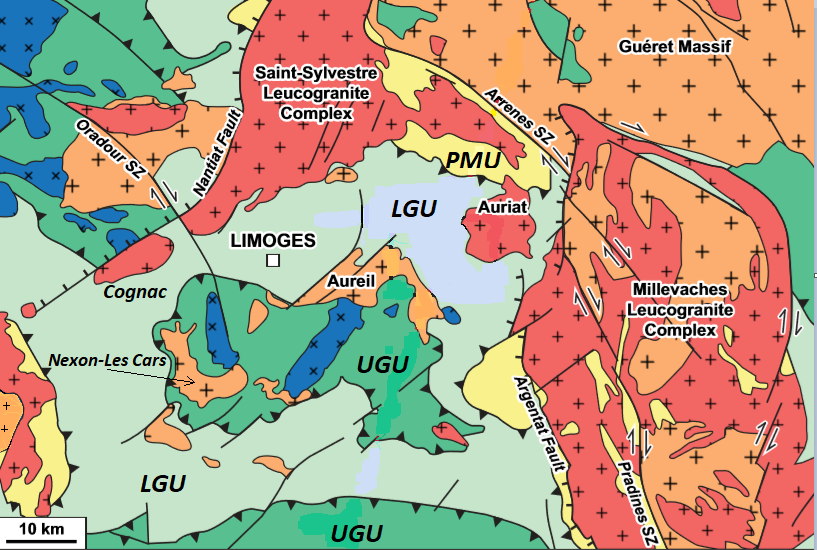
Localisation au sud-est de Limoges

La faille d'Argentat est une faille située en France, et reconnue comme un accident majeur du Massif central. Elle tient son nom de la localité d'Argentat, située au sud-est du département de la Corrèze.

## Présentation
Elle peut se suivre du sud vers le nord en partant d'Argentat, une petite ville du sud du département de la Corrèze située sur le bord de la Dordogne, jusqu'au nord du plateau de Millevaches, près de Bourganeuf en Creuse,. Elle se manifeste sous la forme d'un talus rectiligne (orientation Nord Nord-Ouest) dans lequel se faufilent, d'une part, la Souvigne, rivière longue de 18 kilomètres qui se jette dans la Dordogne juste en aval d'Argentat et d'autre part la route de Tulle (Corrèze) à Aurillac (Cantal).
La faille d'Argentat est une zone de cisaillement complexe qui associe plusieurs familles de décrochements.  L'étude structurale fine permet de détecter deux failles majeures différentes. La faille met en contact deux unités lithologiques : le gneiss du Bas Limousin à l'ouest (dominance des roches métamorphiques), les micaschistes et granites du plateau de Millevaches à l'est (dominance des roches plutoniques),.
La zone se poursuit dans le Quercy au sud et jusqu'à la vallée du Taurion au nord.
L'ensemble date de la fin du Carbonifère. La première faille est d'âge Viséen supérieur (335-337 Ma), contemporaine de la mise en place des granites du plateau de Millevaches. La seconde faille prend la forme d'un couloir de déformation fragile auprès duquel peuvent se découvrir les bassins houillers de L'Hôpital et d'Argentat. La faille est jalonnée d'autres petits bassins houillers dont certains ont été exploités, comme les houillères de Bosmoreau, au nord.
La faille d'Argentat figure à l'inventaire régional du patrimoine géologique.